# Ferreirós do Dão
Ferreirós do Dão is een plaats (freguesia) in de Portugese gemeente Tondela en telt 410 inwoners (2001).